# Trapezonotus desertus
Trapezonotus desertus är en insektsart som beskrevs av Seidenstücker 1951. Trapezonotus desertus ingår i släktet Trapezonotus, och familjen fröskinnbaggar. Arten är reproducerande i Sverige.